# Plaça de Sant Joan (Tarragona)
Plaça de Sant Joan és una plaça del municipi de Tarragona protegida com a bé cultural d'interès local.

## Descripció
Placeta molt típica de casetes petites totes elles encalcinades, les més interessants de les quals són les de la vorera esquerra, encastades a la muralla romana. També hi ha una font de moderna construcció, al mur de l'hort del Senyor Arquebisbe, que es coneix popularment com Font de la Pitja.

## Història
Al segle xvi hi va estar situat el barri del gremi de Missatges i és per això que rep el nom de Plaça de Missatges.
Durant el passat segle, a Tarragona es venia el vi pels carrers i places bagolant els venedors les sever virtuts, que a més a més, portaven un porró a fi que els compradors tastessin la seva qualitat.
El 1894, per ordre de l'Ajuntament, aquesta activitat queda concentrada a l'àmbit d'aquesta placeta que des d'antic era habitada pels pagesos.
L'actual nom es deu a la capelleta votiva del Sant precursor que hi ha.